# روائع من التاريخ العثماني
روائع من التاريخ العثماني كتاب تحدث فيه المؤلف عن عدة قصص تاريخية حصلت في الدولة العثمانية

## منهج الكتاب
قال المؤلف في مقدمة الكتاب :
«لا أدعي أن هذا كتاب في التاريخ ، بل هو عن قصص تاريخية حقيقية ، استقصيتها من كتب ومصادر تاريخية عديدة ، وهذه القصص تكشف العديد من الجوانب النفسية ، ومن العلاقات ، ومن المفاهيم التي كانت سائدة في تلك العهود بشكل أفضل مما تقدمه كتب التاريخ ، أي يمكن عد هذا الكتاب لقطات تاريخية يقدم صورة عامة وكلية عن عهد معين وتحليلاً له».

وقد سعى المؤلف إلى تبيين خطوط وملامح بعض الأحداث والشخصيات التاريخية بشكل واضح وكشف ملامح الشخصية الإسلامية، ومن أهم الشخصيات التي تحدث عنها السلطان مراد الأول والسلطان بايزيد الأول والسلطان مراد الثاني والسلطان محمد الفاتح والسلطان بايزيد الثاني والسلطان سليم الأول والسلطان سليمان القانوني.